# Blaateen
Blaateen war ein Jugendmagazin des Senders BR-alpha. Das Format wurde alle zwei Wochen – sonntags um 17.30 Uhr, dienstags um 21.45 Uhr und mittwochs um 0.30 Uhr ausgestrahlt. Für die Moderation verantwortlich waren Carolin Matzko und Gunnar Mergner. Am 10. Februar 2008 wurde die letzte Folge von blaateen auf BR-alpha ausgestrahlt und durch das Magazin freiraum mit denselben Moderatoren ersetzt.